# آمباتولامپی تسیماهافوتسی
آمباتولامپی تسیماهافوتسی (به لاتین: Ambatolampy Tsimahafotsy) یک منطقهٔ مسکونی در ماداگاسکار است که در آنالامانگا واقع شده‌است. آمباتولامپی تسیماهافوتسی ۳۵ کیلومتر مربع مساحت و ۱۳٬۴۲۴ نفر جمعیت دارد و ۱٬۲۷۰–۱٬۳۵۰ متر بالاتر از سطح دریا واقع شده‌است.